# Skalar (riba)
Skalari (lat.:Pterophyllum) su rod slatkovodnih riba iz porodice ciklida (Cichlidae). Rod sačinjavaju tri vrste riba, od kojih se sve odlikuju s bočno plosnatim tijelom u obliku diska. Ove su ribe porijeklom iz bistrih i sporotekućih voda rijeke Amazone, njenih pritoka i nekih jezera Južne Amerike. Skalari još kao mlade ribe tvore monogamne parove, u kojima ostaju s istim partnerom do kraja života. Kao i većina ciklida, oni predstavljaju izvrsne roditelje koji će svoju ikru i mlađ braniti od grabežljivaca.
U akvaristici su, zbog svoje smirenosti i gracioznosti, vrlo popularne ribe, te su jedni od najčešće držanih ciklida.

## Vrste
Rod Pterophyllum sastoji se od tri vrste riba, od kojih se sve popularne nazivaju skalarima, iako postoje bitne razlike između njih:
- Pterophyllum scalare je najpoznatija vrsta, te je stoga cijeli rod nazvan po njoj. Najrasprostanjenija je u akvarijima, ali i u divljini.
- Pterophyllum altum je mnogo rjeđa, te zato cjenjenija vrsta od prethodne. Teško se razmnožava u akvarijskim uvjetima.
- Pterophyllum leopoldi je još jedna rijetka vrsta, s nešto vodoravno izduženijim tijelom od prethodnih vrsta. Nazivaju ga i patuljastim skalarom, jer naraste tek deset centimetara.

## Izgled i ponašanje
Karakterističan oblik diska skalarima omogućava skrivanje u gustom vodenom bilju, odakle vrebaju sitne ribe i beskralježnjake. Odličnoj mimikriji doprinose i tamne okomite pruge koje ima većina divljih riba. Izražene su duge, trokutaste leđne i analne peraje. Ove peraje tvore trokut s tijelom i glavom skalara. Kod domesticiranih varijeteta, na leđnoj i analnoj peraji, kao i na lepezastoj repnoj peraju, mogu se pojaviti i dugački velasti nastavci. Skalari su prepoznatljivi i po dugim ventralnim perajama koje se nalaze odmah ispred analne peraje, a koja im, između ostalog, služi za poticanje cirkulacije i areacije vode oko položene ikre.
Dobro hranjene ribe mogu narasti od deset do petnaest centimetara u dužinu, te petnaest do 25 centimetara u visinu.
Divlji skalari žive u velikim jatima koja često broje preko stotinu jedinki. U njihovo prirodno stanište spada gusto vodeno bilje, te panjevi i grane tropskog drveća koje im omogućavaju skrivanje od grabežljivaca, kao što su pirane.

## U akvariju
Skalari su u europske akvarije ušli početkom 20. stoljeća. S obzirom na veličinu i visinu tijela, skalari traže akvarije velike zapremine, od minimalno 70 litara i 50 centimetara visine.
Idealna temperatura za držanje ovih riba je 27 °C, iako mogu podnijeti i manje temperaturne varijacije. U idealnu ishranu i njihovu najdražu hranu spadaju žive ličinke komaraca, vodenbuhe, sjeckane kišne gliste i crvi, ali se u akvarijskim uvjetima zadovoljavaju sušenom i smrznutom hranom.
Domestificirani skalari naviknuti su na lužnatu i tvrdu vodu, ali kako u prirodi žive u mekim i kiselkastim vodama, takva bi voda trebala biti i u akvarijima, pH bi trebao biti ispod 7,5, a tvrdoća 10 do 12°.
Skalari su uglavnom mirne ribe koje se slažu sa svim stanovnicima akvarija. Izuzetak predstavljaju roditelji koji čuvaju potomstvo, a koji su tada vrlo agresivni prema ostalim ribama. Ipak je za njihove sustanare poželjno odabrati ribe koje im ne mogu stati u usta; u tu kategoriju nikako ne spadaju neonke, koje su im plijen i u prirodi. Također ih nije poželjno držati s tetrazonama, koje često znaju grickati peraje drugih riba.

## Razmnožavanje
Zbog nedostatka očitog spolnog dimorfizma, spol ribe teško je otkriti sve do samog mriještenja. Mlade ribe formiraju monogamne parove u kojima s istim partnerom ostaju do kraja života. Neki su uzgajivači iskusili poteškoće ili potpuno odbijanje novog partnera nakon smrti ili uklanjanja onog prvog. Par će zauzeti teritorij, obično oko širokolisnih vodenih biljaka, koju će ljubomorno čuvati od drugih skalara.
Kada su spremni za mrijest, mužjak i ženka će odabrati list, kamen ili neki drugu ravnu površinu na koju će položiti ikru. Biljka koja im najčešće služi kao mrijesna podloga u prirodi je velika amazonka. Prije samog mrijesta, par će provesti nekoliko dana temeljito čisteći i pripremajući podlogu. Već prilikom pripremanja podloge kod zrele ženke može se primijetiti crveni ispust kod analnog otvora - legalica. Istu legalicu, ali mnogo manju, ima i mužjak. Mrijest započinje ženka, polažući na odabranu podlogu ljepljivu ikru. Skalari su vrlo plodne ribe; broj položene ikre obično se kreće od 400 do 500 komada, ali velika i dobro hranjena ženka sposobna je položiti i do 1000 komada ikre. Nakon što je ženka položila ikru, mužjak prelazi preko nje izbacujući mliječ i tako je oplođuje. Par će zatim pomno čuvati ikru od grabežljivih riba, aerizirati vodu oko nje, te odstranjivati neoplođena i bolesna jajašca. Pri temperaturi od 28 do 30 °C, inkubacija ikre traje 36 do 48 sati. Tek izležene ličinke su bespomoćne i vrijeme provode zaljepljene za podlogu. U ovom periodu ih nije potrebno hraniti, jer će sve hranjive sastojke dobivati iz žumanjčane kesice. Roditelji će mladunce, kada nakon sedam dana proplivaju, čuvati u grupama, a odlutale mlade će prikupljati u ustima i "ispljunuti" nazad u grupu.
Među akvarijskim varijetetima nisu svi parovi dobri roditelji Godine međusobnog križanja doveli su do gubitka roditeljskih osjećaja kod nekih varijeteta. Takve ribe, kao i neiskusni roditelji, mogle bi pojesti ikru odmah po polaganju. Ikru je moguće odgojiti i umjetno, u akvariju odvojenom od roditelja, ali to najčešće završava neuspjehom.

### Varijeteti
Međusobnim križanjem vrsta roda Pterophyllum nastalo je mnogo varijeteta, koji se razlikuju po boji, a rjeđe i po obliku tijela. Tako su od običnog, sivog skalara prošaranog sivim okomitim prugama, nastali crni, sivo-dimni, šlajer (dugih, velastih peraja), srebrni, koi (s narančastim mrljama) i albino skalari.

## Vanjske poveznice
- (engl.) Pterophyllum na ITIS-u